# Amani Makoe
Amani Makoe Valebalavu (* 20. Februar 1991) ist ein fidschianischer Fußballspieler, welcher meist in der Innenverteidigung eingesetzt wird.

## Karriere
Im August 2013 wechselte er innerhalb der National Football League vom Labasa FC zum Nadi FC. Nach einem Jahr verließ er die Republik Fidschi und wechselte zum vanuatuischen Verein Amicale FC. Er kehrte im Januar 2015 zurück auf die Fidschi-Insel und schloss sich dem Rewa FC an.
Am 19. August 2015 debütierte er im Freundschaftsspiel gegen Tonga in der fidschianischen Fußballnationalmannschaft. Beim 5:0-Sieg stand er in der Startelf von Nationaltrainer Juan Carlos Buzzetti und wurde in der 58. Minute gegen Dave Radrigai ausgewechselt. Am 28. Mai 2016 gab er sein Pflichtspieldebüt für die Republik Fidschi. Bei der 1:3-Niederlage gegen Neuseeland wurde er vom neuen Nationaltrainer Frank Farina über die gesamten 90 Minuten eingesetzt.